# ZIŁ (przystanek kolejowy)
ZIŁ (ros. ЗИЛ) – przystanek kolejowy w Moskwie, w Rosji. Położony jest na moskiewskim pierścieniu centralnym. Z przystanku nie ma możliwości przesadki na inne linie kolejowe lub metro. Przystosowany jest do obsługi 100 tys. pasażerów miesięcznie.
Przystanek zaprojektowało biuro Mospromprojekt. Został otwarty 10 września 2016 wraz z ruchem pasażerskim na linii.

## Lokalizacja
Przystanek znajduje się przy prospekcie Lichaczowa. Powstał przy pofabrycznych terenach byłych zakładów ZiŁ. W pobliżu przystanku znajdują się m.in. CSKA Arena i zabudowa mieszkalna.

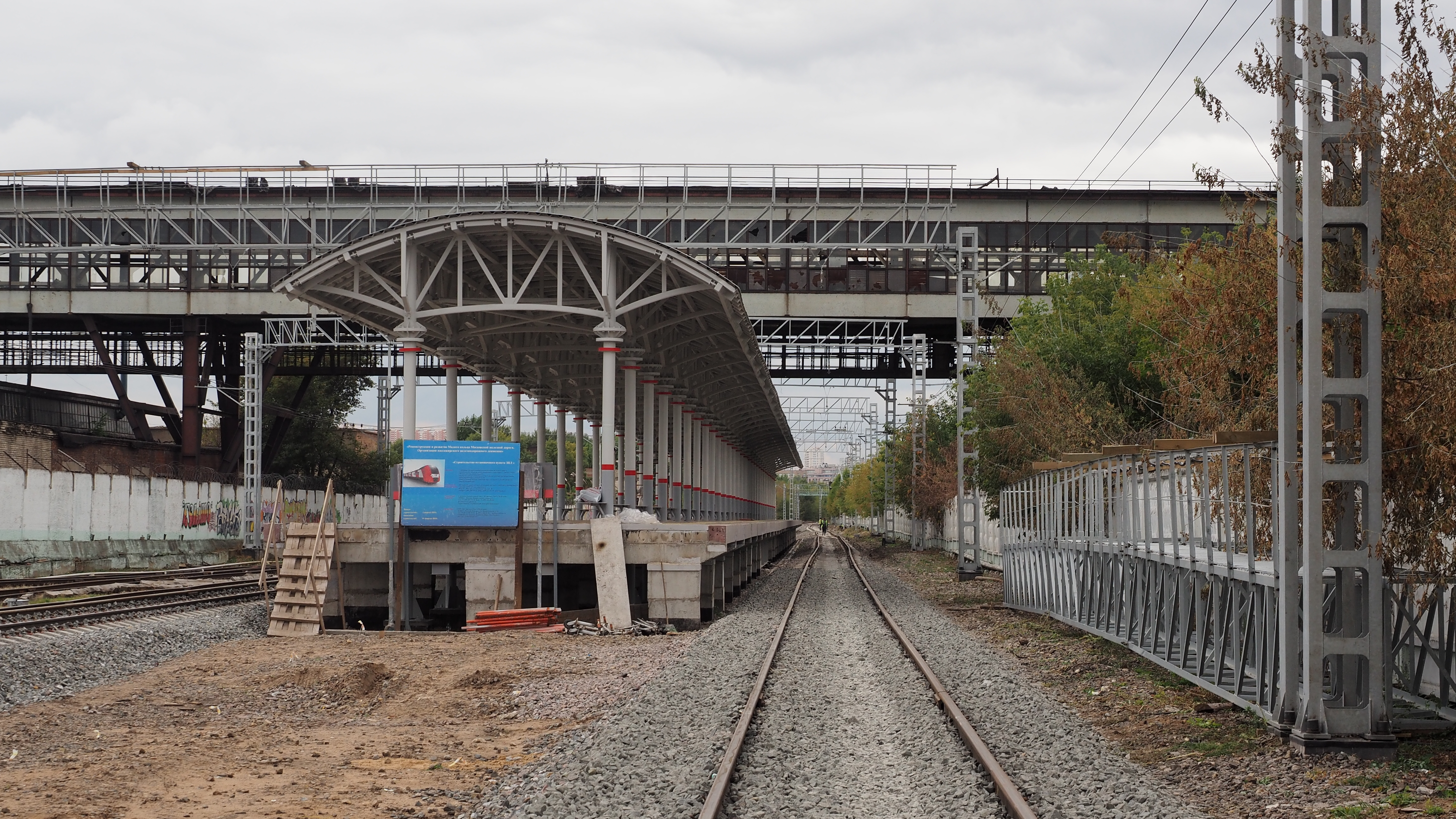
Budowa przystanku
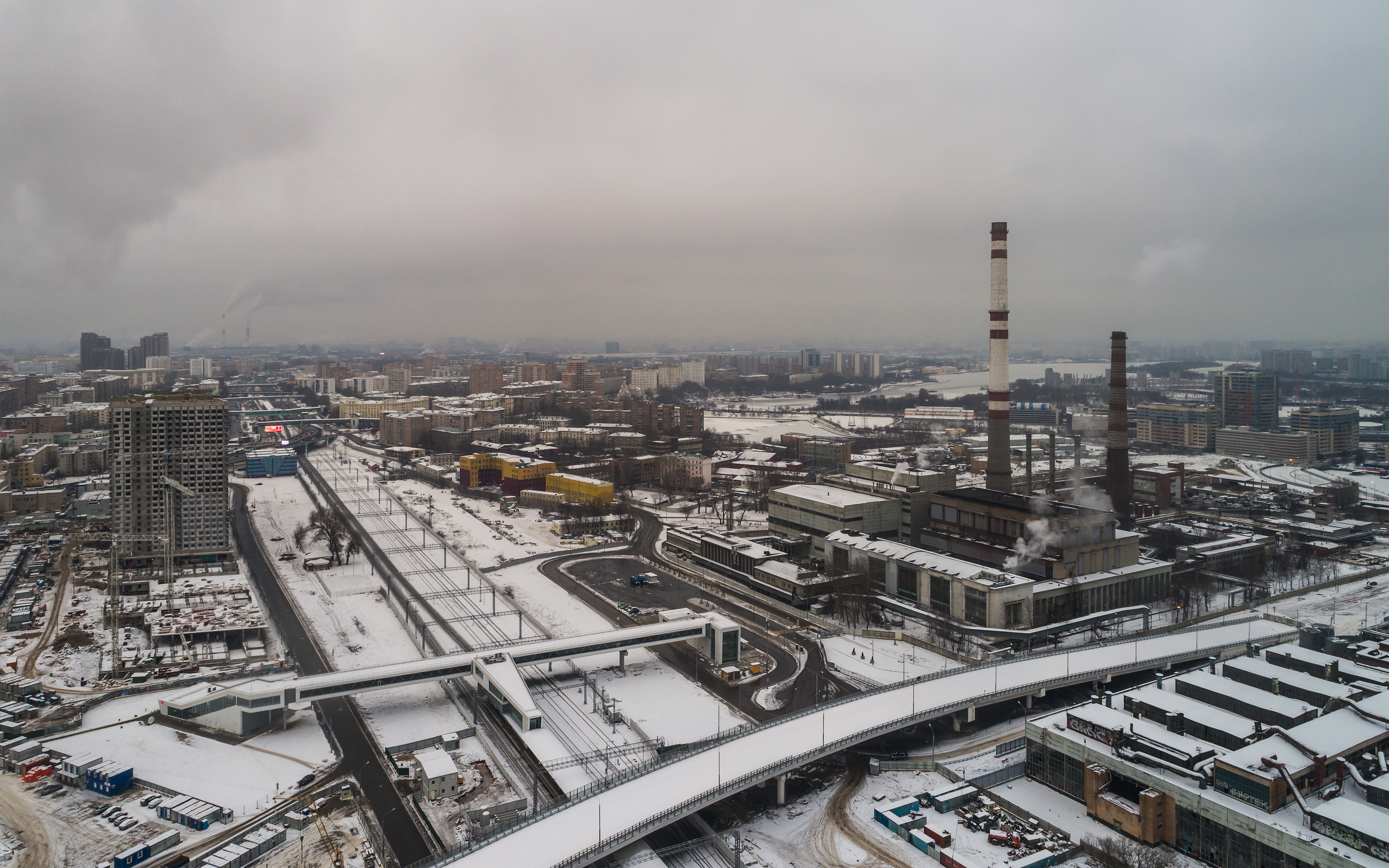
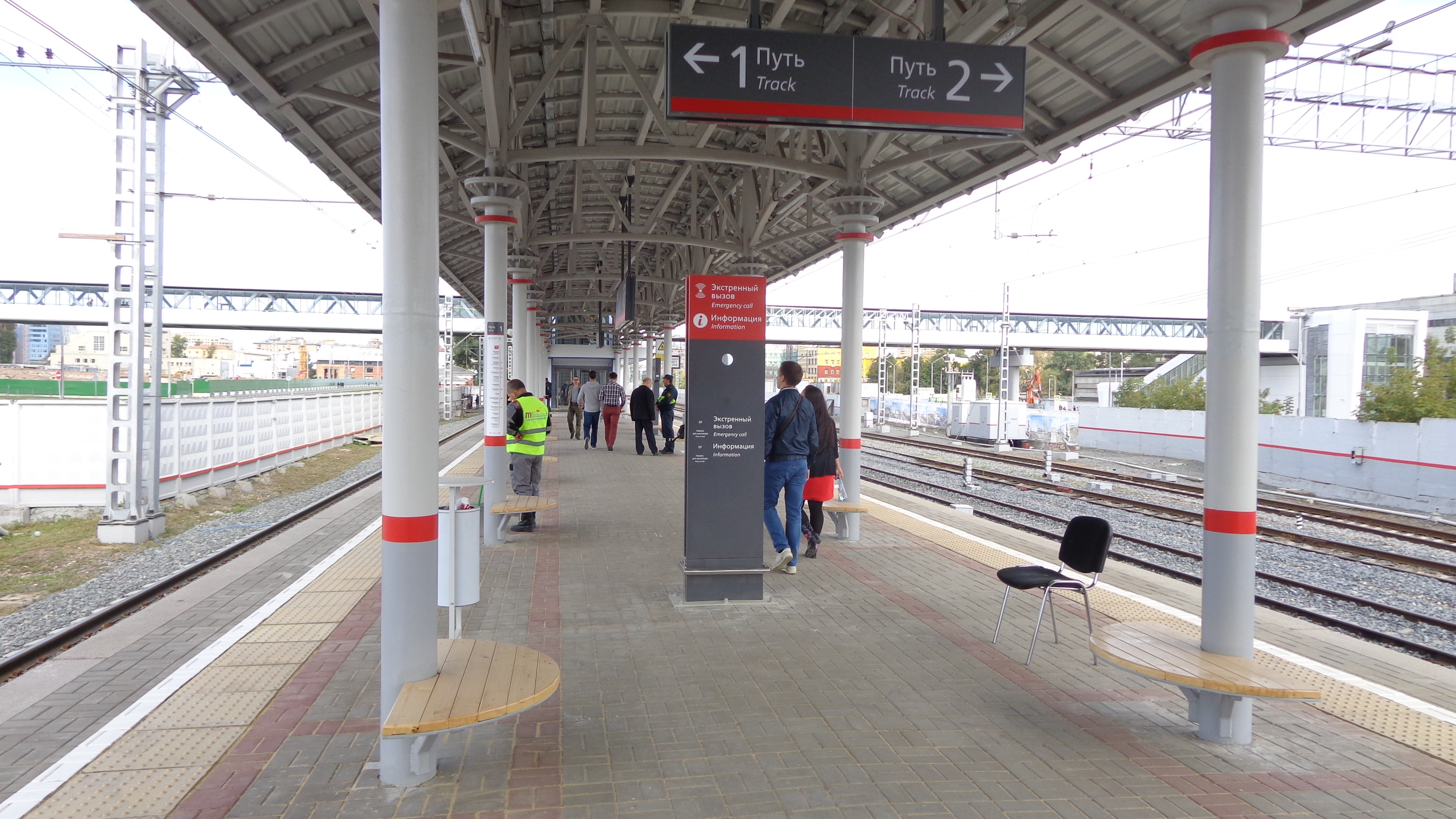
Peron
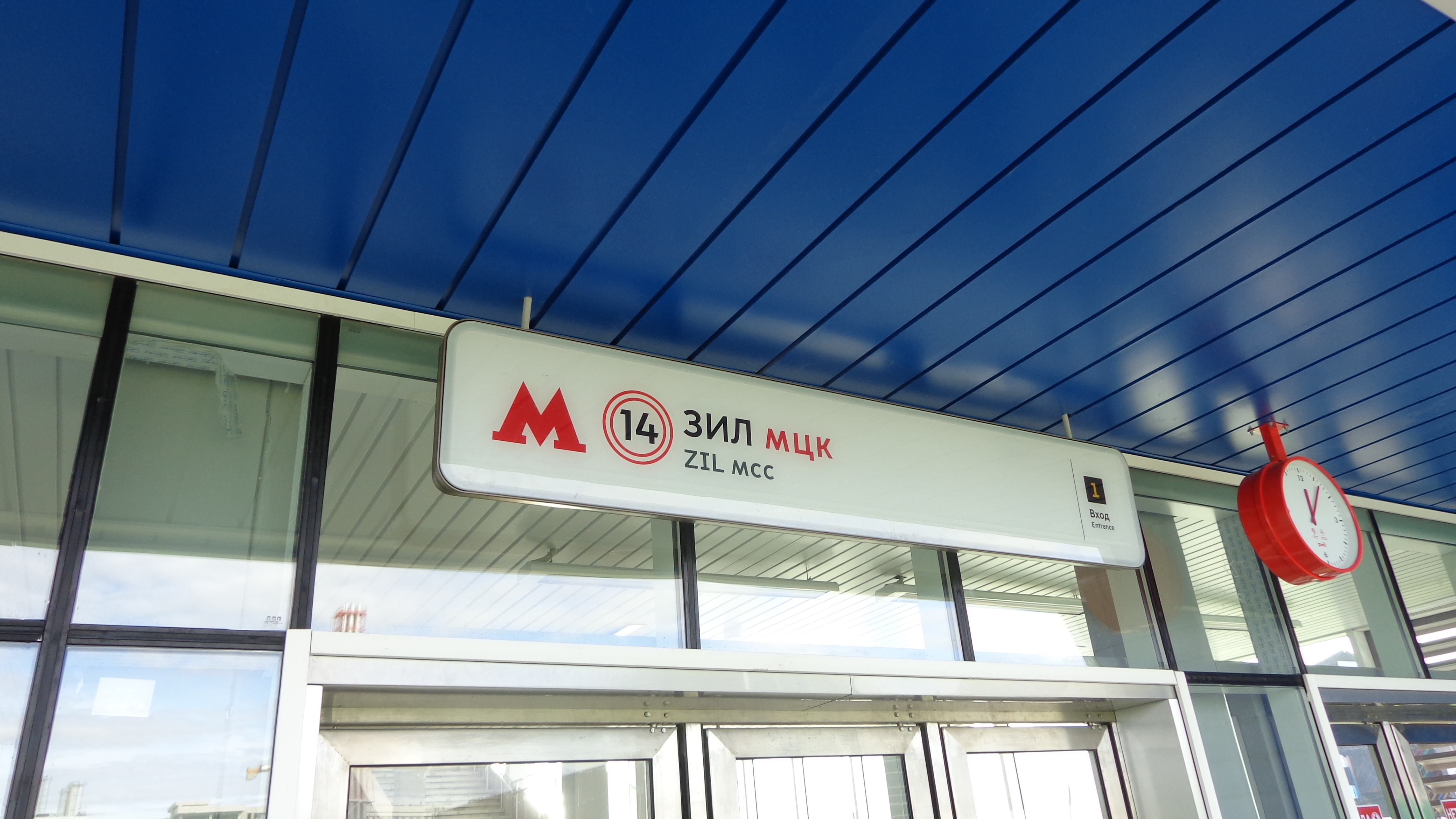
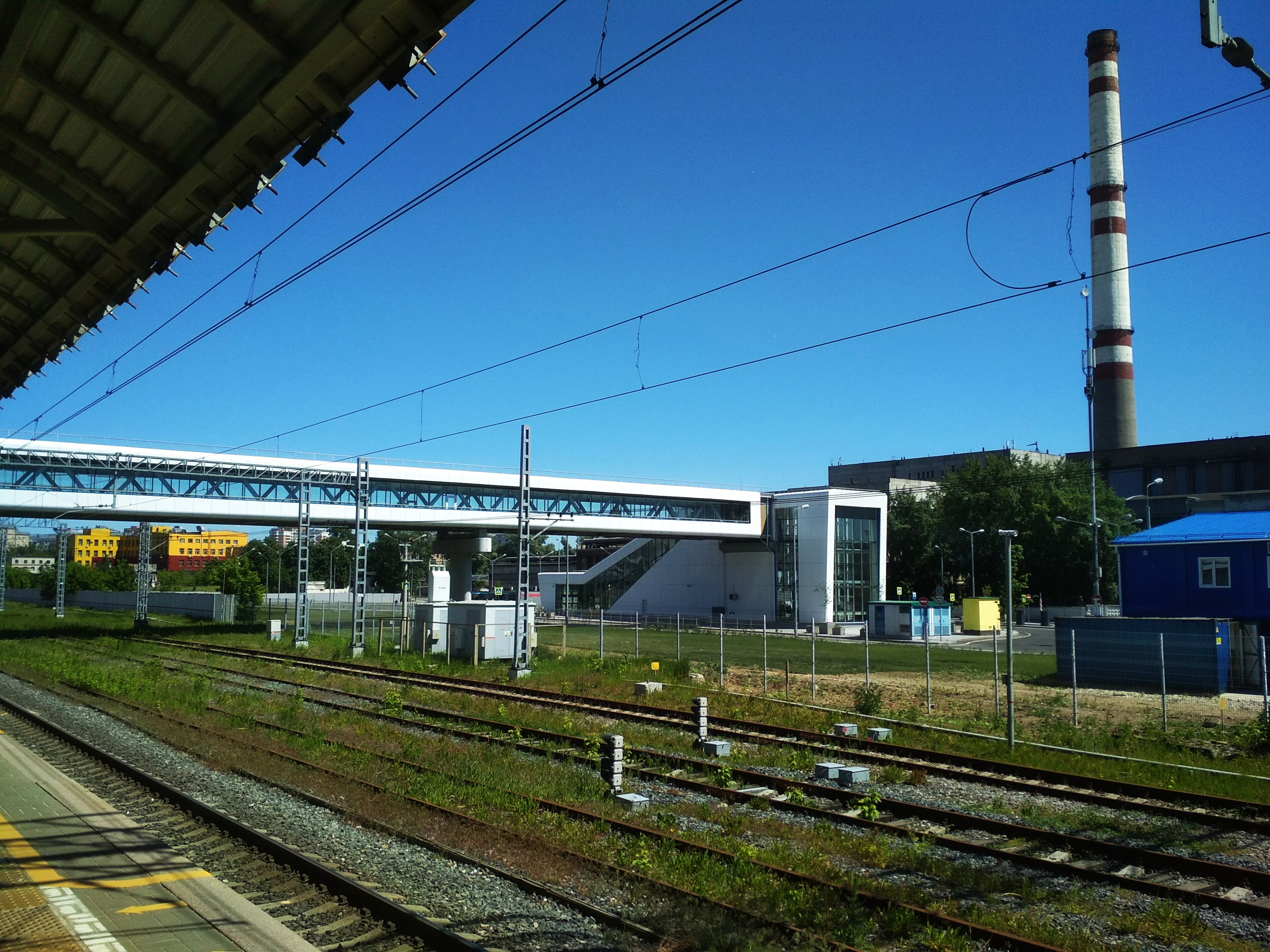
Przejście nadziemne